# Casa al carrer Sant Antoni, 20 (Sant Cugat del Vallès)
La Casa al carrer Sant Antoni, 20 és una obra de Sant Cugat del Vallès (Vallès Occidental) protegida com a Bé Cultural d'Interès Local.

## Descripció
Conjunt de dues cases d'un cos cadascuna, segons la parcel·lació tradicional per a les cases urbanes d'un cos que s'emprà a l'eixample de la plaça Barcelona.
La seva composició respon al tipus general de la casa d'un cos amb la disposició asimètrica de les obertures de cada casa, superposant la balconada sobre el mateix eix vertical de la finestra de la planta baixa.
El coronament es compon d'una balustrada de peces de morter moldejat amb pilastres que inicialment estaven rematades amb gerros de ceràmica.
Una reforma posterior de la casa de l'esquerra, va fer un habitatge a cada planta. L'esmentada reforma, si bé altera la tipologia, fou respectuosa amb el conjunt i es limità a obrir un portal addicional i a renovar tota la fusteria dels portals, substituint els anteriors per unes portes de fusta massissa amb motllurat de dibuix noucentista.